# Paura (film 1996)
Paura (Fear) è un film thriller del 1996 diretto da James Foley.

## Trama
Nicole Walker vive nella periferia di Seattle con suo padre Steven, la sua nuova moglie Laura e il figlio di Laura, Toby. In un bar con la sua migliore amica Margo Masse e l'amico Gary Rohmer, Nicole incontra David McCall e si innamora immediatamente del suo bell'aspetto e del suo fascino. Nicole si innamora di David, ma a Steven non piace e si arrabbia con lui quando ignora il coprifuoco di Nicole e, alla fine, David fa sesso con lei. David diventa però presto possessivo e geloso di Nicole, culminando nell'attaccare Gary quando li vede abbracciarsi, picchiarlo e, seppur involontariamente, nel fare un occhio nero a Nicole. Di conseguenza, lei rompe con lui, ma tornano insieme quando David si scusa per la sua azione e in seguito la manipola facendole credere che suo padre lo abbia aggredito.
David invita Nicole a una festa a casa del suo amico Logan. All'inizio rifiuta, ma poi decide di andare alla festa, dove vede Margo fumare crack e fare sesso con David, anche se Nicole non si rende conto che non è consensuale. Il giorno seguente, lei lo affronta sulla sua infedeltà e lo lascia definitivamente, e affronta anche Margo, non credendo che David l'abbia violentata. David quindi minaccia Margo di convincere Nicole a riprenderlo. Dopo aver visto Nicole con Gary, David lo segue e lo uccide.
Nicole va con Laura e Toby al centro commerciale, dove David la mette all'angolo nel bagno, giurandole che non lascerà che nessuno gli impedisca di avere Nicole per sé. Nel frattempo, Steven trova la sua macchina vandalizzata con un biglietto offensivo lasciato da David. Furioso, Steven irrompe nella casa che David condivide con Logan e la vandalizza dopo aver scoperto un santuario che David ha fatto per Nicole. Per rappresaglia per l'avvenuto vandalismo di Steven, David decide di irrompere nella residenza dei Walker con i suoi quattro amici: Logan, Hacker, Knobby e Terry, con l'obiettivo di danneggiare la famiglia di Nicole e prendere Nicole per sé.
Dopo che Margo ha informato i Walker della morte di Gary, David e la sua banda decapitano Kaiser, il cane di famiglia, quindi fanno diversi tentativi per entrare. Steven e Laura barricano le porte e Laura ferisce alla mano Hacker con un trapano, che viene poi portato in ospedale da Knobby. Usando una torcia, Nicole invia un SOS alla guardia di sicurezza privata dei Walker, Larry, che arriva per affrontare la situazione, ma viene ucciso da Terry. David, Logan e Terry prendono Steven in ostaggio, costringendo Laura ad arrendersi. Toby scappa da una finestra e arriva al telefono dell'auto di Laura. Dopo che Terry lo trova nel garage, Toby lo investe fatalmente con il SUV. Logan si impone su Nicole; Margo interviene, ma perde i sensi.
David spara a Logan uccidendolo per aver tentato di violentare Nicole, e poi le dice che intende uccidere suo padre in modo che possa finalmente avere Nicole, credendo che Nicole lo supererà e lo accetterà. Dopo che Toby recupera le chiavi di Larry e rilascia i suoi genitori, Steven si precipita su David, ma David lo abbatte e si prepara ad ucciderlo, finché Nicole non salva suo padre ferendo David alla schiena con una pipa della pace (un regalo dello stesso David). Mentre un ferito David guarda Nicole scioccato, Steven si rialza e litiga con lui. Un David infuriato tenta di attaccare Nicole, ma Steven lo lancia furiosamente verso la morte attraverso la finestra della camera da letto. La famiglia si abbraccia all'arrivo della polizia e dei paramedici.

## Produzione

### Sviluppo
Già nel marzo del 1994, Imagine Entertainment annunciò che stava producendo un thriller intitolato ancora No Fear (divenuto poi semplicemente "Fear"), con James Foley che era in trattative per assumere il ruolo di regista.
Il produttore del film, Brian Grazer, ha poi descritto il film come "Attrazione fatale per adolescenti".

## Colonna sonora
La colonna sonora del film, oltre alle produzioni originali del compositore Carter Burwell, comprende anche singoli come:
1. Jessica dei Allman Brothers Band
2. Comedown dei Bush
3. Wild Horses dei The Sundays
4. Machinehead dei The Sundays (eletta Miglior canzone agli MTV Movie Awards)
5. Stars and Stripes Forever (marcia militare)

## Distribuzione
Il film venne distribuito nelle sale cinematografiche statunitensi il 12 aprile 1996, mentre in Germania il 7 novembre, nel Regno Unito il 29 novembre, e in Italia il 30 luglio 1997.

## Accoglienza

### Incassi
Il film andò piuttosto bene al botteghino, incassando globalmente circa 20.831.000 dollari (6.312.240 soltanto nella sua prima settimana di proiezioni).

### Critica
Sul sito web Rotten Tomatoes il film riceve il 45% delle recensioni professionali positive, con un voto medio di 5,30/10, basato su 38 recensioni; il consenso critico del sito afferma: "Fear ha un cast fresco e accattivante, ma i loro sforzi non sono sufficienti per migliorare una storia sempre più esagerata su un adolescente stalker".
Anche su Metacritic il film ottiene un punteggio medio di 51 su 100, basato su 16 critiche, indicando "recensioni contrastanti o nella media".
Il critico cinematografico Gene Siskel diede un dislike al film, mentre al contrario Roger Ebert lo apprezzò. Il San Francisco Chronicle scrisse che "è difficile resistere a Fear, un quadretto esasperante ma soddisfacente, tossico ma divertente."
La rivalutazione critica generale che venne fatta del film diversi anni dopo si è rivelata più positiva della recensione iniziale, in particolari modo per quanto riguarda la colonna sonora di Carter Burwell, molto più apprezzata.

## Riconoscimenti
- 1997 – MTV Movie Awards
  - Miglior canzone (Machinehead) a Bush
  - Candidatura per miglior cattivo a Mark Wahlberg[11]

## Curiosità
- In una scena del film quando il padre di Nicole rovista la camera di David si vede una riproduzione della bambola Chucky, de La bambola assassina.
- Nella stessa scena si può vedere la statuina  da torta negli sposi presente nella serie tv Streghe/Charmed. Curioso la cosa Alyssa e un oggetto di scena della serie tv Streghe nello stesso film.